# نورچا
نورچا (به ایتالیایی: Norcia) یک کومونه در ایتالیا است که در استان پروجا٬ ناحیه اومبریا واقع شده‌است.

## خصوصیات
نورچا ۲۷۴ کیلومترمربع مساحت و ۴٬۶۹۵ نفر جمعیت دارد و ۶۰۴ متر بالاتر از سطح دریا واقع شده‌است.

## خواهرخوانده
شهر Ottobeuren خواهرخواندهٔ نورچا هست.